# جوزف مانو
جوزف مانو (انگلیسی: Joseph Manu؛ زادهٔ ۲۹ ژوئن ۱۹۹۶) ورزشکار راگبی ۱۳ نفره اهل نیوزیلند است.